# Кожухов, Алексей Степанович
Алексей Степанович Кожухов (1786, Губино, Тверская губерния — 9 мая 1854, там же) — полковник Русской императорской армии (1814), деятель партизанского движения во время Отечественной войны 1812 года, в 1818—1826 годах — курский губернатор.

## Биография
С 12-летнего возраста был записан в Украинский мушкетёрский полк портупей-прапорщиком. Окончил юнкерскую школу; служил в Украинском пехотном полку.
В русско-турецкой войне 1806—1812 годов в чине поручика участвовал в штурме крепостей Хотина (1807), Измаила, Силистрии, Рущука (1809; командовал добровольцами-охотниками, был тяжело ранен). В одном из сражений взял в плен турецкого пашу со свитой и отрядом из 400 солдат и офицеров. Удостоен нескольких орденов. С 1811 года, с назначением М. И. Кутузова главнокомандующим Дунайской армией, стал его адъютантом и оставался в этой должности до кончины фельдмаршала, присутствовал при его захоронении.
В Отечественной войне 1812 года участвовал в Бородинской битве. Затем в составе отряда лёгкой кавалерии князя Н. Д. Кудашева (зятя М. И. Кутузова) был в партизанах; участвовал в боях по Серпуховской дороге, в боях у Красной Пахры действовал в тылу наполеоновской армии. Взял в плен французского генерала с ценными документами и 80 французских офицеров и солдат, за что был награждён орденом св. Анны II степени с бриллиантами.
В составе лейб-гвардии Литовского полка участвовал в заграничных походах русской армии. В 1816 году вышел в отставку в чине гвардии полковника. В том чине назначен, совместно с действительным тайным советником князем Н. Н. Трубецким и генералом от инфантерии Н. С. Свечиным, душеприказчиком кавалерственной дамы, графини Натальи Петровны Ланжерон, скончавшейся в Костроме 7 (19) января 1816.
С переименованием в коллежские советники определён к статской службе, с причислением к ведомству Министерства уделов. С 29 ноября 1816 года — курский вице-губернатор; с 19 августа 1818 по 15 января 1826 года — курский губернатор.
Покровительствовал Н. А. Полевому, будущему публицисту и издателю, Ф. А. Семёнову, астроному.

Кожухов был не очень высокого роста, крепок телом, бел и румян. Он пользовался особою милостию императора Александра I, был примерным и строгим начальником губернии в этой беспокойной стороне и сохранил в ней порядок, который никогда уже после него там водворен быть и не мог.
— Ф. Ф. Вигель (цит. по:)
Пожалован в чин статского советника 21 сентября (3 октября) 1817, действительного статского советника 19 (31) июля 1819. Подозревался в причастности к декабристам. С 15 (27) января 1826 отставлен от должности, арестован и несколько месяцев находился в заключении в Петропавловской крепости. Освобождён за недоказанностью обвинений. После отставки много лет состоял под следствием и сенатским судом за разные упущения по службе в бытность курским губернатором. Сенатским указом от 31 октября 1827, вследствие высочайшего повеления, велено впредь его ни к каким должностям не определять и ни к каким наградам не представлять.
Впоследствии служил в Департаменте военных поселений. Во время Польского восстания 1830—1831, из отставных, в том же чине — действительного статского советника, высочайшим указом назначен чиновником для особых поручений при главнокомандующем Резервной армией, генерале от инфантерии, графе П. А. Толстом 13 (25) апреля 1831.
До конца жизни жил в своей усадьбе в селе Губино Калязинского уезда, где и был похоронен.
Надгробная плита с могилы в канун 40-летия Победы в Великой Отечественной войне 1941—1945 годов перенесена в деревню Пенье к подножию памятника павшим односельчанам.

## Семья
Жена — княжна Анна Петровна Трубецкая (29.12.1793—29.03.1827), внучка князя Николая Никитича Трубецкого. По словам А. О. Смирновой, император «Александр I состоял в платонической связи с красавицей г-жой Кожуховой, муж которой был губернатором в Курске и брал взятки в четыре руки — отчего и был отставлен, как только Николай I взошел на трон». «Анна Петровна, — писал Вигель, — совсем не была красавицей, но трудно было найти милее и нежнее ее голоса, взгляда и улыбки, стройнее и гибче её стана. Говорили, что император был к ней неравнодушен, и заключали из того, что в проезды через Курск он всегда лишний день с нею оставался, а она всякую зиму месяца на два ездила в Петербург». Умерла в Москве вскоре после родов от простуды, похоронена в Донском монастыре. Надгробие А. П. Кожуховой создал скульптор И. П . Мартос. Дети:
- Елена (1817—15.03.1899)[9] — наследница имения Губино-на-Нерли.
- Аделаида Шубинская (07.06.1822—не ранее 1874) — помещица имения Губино-на-Нерли. Крестница императора Александра I[10]. Жена коллежского секретаря Николая Николаевича Шубинского, тверского, ярославского и крупного киевского помещика, московского домовладельца, старшего сына главного надзирателя Императорского Московского воспитательного дома, действительного статского советника Н. П. Шубинского и девицы Клавдии Николаевны Новосильцовой, брата историка С. Н. Шубинского. Начальница с.-петербургского Ивановского девичьего училища при Коломенской женской гимназии, состоящего в ведении Человеколюбивого о-ва и находящегося под покровительством государыни цесаревны, великой княгини Марии Федоровны. Их дочь — Мария, в замужестве Богданова (29.08.1855—?)[11].
- Евгений (21.01.1821[12] или 1824[13]—27.01.1895[12]) — делопроизводитель (начальник) хозяйственного отделения Почтового департамента, действительный статский советник (9.12.1864); тверской вице-губернатор (07.06.1868[14]—7.12.1879); председатель Московского цензурного комитета[4] (7.12.1879[15]—18.02.1883), с производством в чин тайного советника (7.12.1879[16]); член совета Главного управления по делам печати (18.02.1883[17]—27.01.1895); председатель Санкт-Петербургского цензурного комитета (26.01.1885—27.01.1895). Орд. Св. Станислава 1-й ст. (3.12.1867); орд. Св. Анны 1-й ст. (17.04.1870), с императорской короной (16.04.1872); орд. Св. Владимира 2-й ст. (1.01.1877); орд. Белого орла (18.04.1886). Жена (14.01.1857)[18] — Евдокия Николаевна Колтовская[19] (1828 или 1830—?), младшая дочь отставного прапорщика Николая Дмитриевича Колтовского (1792—не ранее 1862), помещика Михайловского, Серпуховского, Новохопёрского и Тихвинского уездов. Их дети: Елизавета (25.12.1857[20]—?), Сергей, в монашестве Симон[21] (23.12.1859[22]—1928), Мария Ладыженская[23] (04.07.1862[24]—?).
- Александр (16.03.1827[25]—23.08.1895[26]) — крестник графа С. П. Потемкина. Секретарь при директоре Почтового департамента, коллежский асессор (22.08.1855); чиновник особых поручений VI класса при министре почт и телеграфов, коллежский советник (22.08.1862[27]); одесский пограничный почтмейстер (07.07.1866[28]—30.01.1870[29]), статский советник (22.08.1866[30]); в том чине, из отставных, состоял при Министерстве внутренних дел (07.03.1875—08.03.1881); чиновник особых поручений VI класса при Главном управлении казачьих войск (08.03.1881[31]—13.06.1882[32]), действительный статский советник в отставку (13.06.1882[16]); из отставных действительных статских советников определён на службу в ведомство Императорского человеколюбивого общества, на должность сотрудника (помощника) попечителя Мариинского института слепых девиц в С.-Петербурге, с 16.03.1887[33] по 18.11.1892[34]. Орден Св. Станислава 2-й ст. (20.10.1859); орд. Св. Анны 2-й ст. с императорской короной (26.08.1866); орд. Св. Владимира 3-й ст. (31.03.1868). Жена (15.04.1866)[35] — Мария Николаевна Ахлебинина (1835[36]—19.10.1910[37]), дочь умершего поручика Иркутского гусарского полка Николая Семёновича Ахлебинина (1794—1855), в 1860-х сотрудница журнала «Модный магазин» г-жи Мей[38].

## Награды
- орден святой Анны 4-й степени (16.03.1807)[5]
- орден Святой Анны 2-й степени с бриллиантами (1812)
- орден Святого Владимира 3-й степени (6.08.1818)
- орден Святого Владимира 2-й степени (31.07.1820)
- орден Святой Анны 1-й степени (31.10.1824), в «ознаименование особенного благоволения Нашего к ревностной службе вашей и трудам по управлению вверенной вам губернией»
- алмазные знаки ордена Святой Анны 1-й степени (20.04.1825), в воздаяние «усердного служения и особенных трудов, оказанных значительным понижением цен на содержание почтовых лошадей в веренной вам губернии»